# 人民公仆 (法属波利尼西亚)
人民公仆，正式名称是为原住人民服务—FLP，是法属波利尼西亚的一个支持独立的左翼政党。该党成立于1977年，当时取名为争取波利尼西亚解放阵线（法語：Front de libération de la Polynésie，缩写为）；1983年，改用現名。自创党以来，一直由奥斯卡·特马鲁领导。该党现为法属波利尼西亚执政党。2024年，该党加入新人民阵线。